# سيمون إليوت
سيمون جون إليوت (بالإنجليزية: Simon John Elliott)، من مواليد 10 يونيو 1974 في ويلنغنتون في نيوزيلندا، هو لاعب كرة قدم نيوزلندي.

## حياته المهنية
بدأ مسيرته الكروية مع نادي جامعة ستانفورد الأمريكي في عام 1998، ولعب معهم 25 مباراة وسجل 9 أهداف، وفي عام 1999 انتقل إلى نادي لوس أنجلوس غالاكسي الأمريكي، ولعب معهم حتى عام 2003، وشارك معهم في 126 مباراة وسجل 10 أهداف، وفي موسم 2004/2005 انتقل إلى نادي كولومبوس كرو، ولعب معهم 26 مباراة، ومنذ عام 2005 وهو يلعب مع نادي فولهام الإنجليزي. و قد بدأ باللعب مع منتخب نيوزيلندا لكرة القدم في عام 1999.

## روابط خارجية
- سيمون إليوت على موقع الاتحاد الدولي (مؤرشف)  (الإنجليزية)
- سيمون إليوت على موقع الدوري الأمريكي (الإنجليزية)
- سيمون إليوت على موقع قاعدة بيانات كرة القدم.إي يو (الإنجليزية)
- سيمون إليوت على موقع ناشيونال فوتبول تيمز (الإنجليزية)
- سيمون إليوت على موقع Soccerbase.com (لاعب) (الإنجليزية)
- سيمون إليوت على موقع عالم كرة القدم.نت (الإنجليزية)
- سيمون إليوت على موقع كووورة
- سيمون إليوت على موقع أوليمبيديا (الإنجليزية)
- سيمون إليوت على موقع اللجنة الأولمبية النيوزيلندية (الإنجليزية)